# Kidmat Cvi
Kidmat Cvi (hebrejsky קִדְמַת צְבִי, doslova „Cviho výspa“, podle Cvi Izaksona - צבי איזקסון, izraelského agronoma a zemědělského aktivisty, v oficiálním přepisu do angličtiny Qidmat Zevi, přepisováno též Kidmat Tzvi) je izraelská osada a vesnice typu mošava na Golanských výšinách v Oblastní radě Golan.

## Geografie
Nachází se v nadmořské výšce 485 metrů, cca 30 kilometrů severovýchodně od města Tiberias, cca 70 kilometrů severovýchodně od Haify a cca 137 kilometrů severovýchodně od centra Tel Avivu. Leží na západním úbočí střední části Golanských výšin, nedaleko střediska celého regionu - města Kacrin. Jižně od obce protéká vodní tok Nachal Mešušim, na severní straně je to údolí vodního toku Nachal Gilabon.
Na dopravní síť Golanských výšin je Kidmat Cvi napojena pomocí lokální silnice číslo 9098, která pak ústí do silnice číslo 91.

## Dějiny
Kidmat Cvi leží na Golanských výšinách, které byly dobyty izraelskou armádou v roce 1967 a jsou od té doby cíleně osidlovány Izraelci. V oficiálních statistických výkazech je jako rok založení vesnice udáván 1985. Podle jiných pramenů byla založena v roce 1981, ovšem tehdy ještě jako provizorní osada umístěná o několik kilometrů severněji, v místě nynější vesnice Kela Alon. Do své současné polohy se přemístila v létě roku 1988. Obec je organizována jako takzvaná mošava, tedy zemědělská vesnice bez kolektivních forem hospodaření, a jde o jedinou takovou obec na Golanských výšinách a o první sídlo tohoto typu založené v Izraeli od 30. let 20. století, kdy vznikla mošava (nyní město) Naharija. Předtím, než získala nová osada své oficiální jméno, bylo pracovně nazývána Ajin Šimšon -עין שמשון- podle nedaleké vysídlené syrské vesnice Ein al-Sumsum.
V obci funguje zařízení předškolní péče o děti. Základní škola je v obci Merom Golan, střední ve městě Kacrin. K roku 2004 se 40 ze 77 rodin žijících v Kidmat Cvi zabývalo zemědělstvím. Roste význam turistiky, včetně ekoturistiky. Archivováno 18. 4. 2010 na Wayback Machine. Působí zde i několik speciálních vinařství, například Bacelet ha-Golan s produkcí Cabernet Sauvignon [nedostupný zdroj] nebo Asaf.

## Demografie
Kidmat Cvi je osadou se sekulárním obyvatelstvem. Jde o menší sídlo vesnického typu s dlouhodobě mírně rostoucí populací. K 31. prosinci 2014 zde žilo 333 lidí. Během roku 2014 klesla populace o 3,2 %.
| Rok            | 1995 | 1999 | 2000 | 2001 | 2003 | 2004 | 2005 | 2006 | 2007 | 2008 | 2009 | 2010 | 2011 | 2012 | 2013 | 2014 |
| -------------- | ---- | ---- | ---- | ---- | ---- | ---- | ---- | ---- | ---- | ---- | ---- | ---- | ---- | ---- | ---- | ---- |
| Počet obyvatel | 203  | 273  | 276  | 300  | 335  | 341  | 353  | 371  | 373  | 375  | 329  | 334  | 333  | 342  | 344  | 333  |